# Sangre sobre el sol
Sangre sobre el sol (Blood on the Sun) es una película estadounidense de 1945 dirigida por Frank Lloyd, con James Cagney y Sylvia Sidney como actores principales. 
La película ganó un Oscar a la mejor dirección artística en blanco y negro.